# Анджей Боришевський
Анджей Боришевський гербу Порай (Ружа) (бл. 1435, с. Боришув, нині с. Боршовіце — 20 квітня 1510, Ловіч) — польський римо-католицький релігійний діяч. Львівський, Перемишльський, Гнезненський латинський архієпископ.

## Життєпис
Народився близько 1435 року. Рід Боришевських — це гілка Буженських гербу Порай (пол. Bużeńscy), які осіли в Боришові над Вартою Серадзького воєводства (нині с. Боршовіце, ґміна Імельно Єнджеювського повіту). Батько Миколай — завихостський каштелян, вірний прихильник Ягеллонів. Матір невідома (могла бути якась представниця роду Курозвенцьких).
У літньому півріччі 1453 року записався до Краківського університету, в якому 1455 року здобув ступінь бакалавра, 1458-го — магістра вільних мистецтв.
Під час свого перебування в Римі 1488 року отримав звістку, що помер Львівський латинський архієпископ Ян «Вонтробка». Відразу після цього отримав призначення Папою на вакантну посаду. Однак виявилось, що Ян «Вонтробка» ще живий, тому А. Боришевський став його коад'ютором. Після смерті примаса кардинала Фридерика Ягеллона був обраний на вакантну посаду, однак через похилий вік погодився, що його коад'ютором стане Ян Ласький.
23 травня 1488 призначений на посаду латинського архієпископа Львова, 1 лютого 1501 — апостольським адміністратором Перемиської дієцезії РКЦ, 18 грудня 1503 — архієпископом Ґнєзна.
Відомий тим, що не шукав особистої вигоди від перебування на впливовій посаді. Зокрема, село Козлів, яке 1502 року отримав від короля для заснування на його землях міста, фактично стало джерелом доходів Львівського латинського собору.
Був знайомий з Каллімахом.
У лютому 1510 року брав участь у Сеймі у Пйотркуві.
Помер 20 квітня 1510 року в Ловичі (нині Ловицького повіту Лодзького воєводства, Польща). Є його надгробок у Гнезненському катедральному соборі.